# Ran Ran Ran
Ran Ran Ran és un grup de música català. Després de la seva formació el 2013 ha produït quatre àlbums i un grapat d'EP. El seu estil és folk-pop amb influències de folk-rock.

## Trajectòria
El grup es va fundar el 2013 per Ferran Baucells. Prèviament va ser membre de la formació Tired Hippo, una banda de folk/indie pop originària de Terrassa i activa de 2003 fins a 2012. Pel nou grup Jordi Farreras va completar la composició, tocant les percussions. Després de 2018 també la cantant Martina Borrut i el guitarrista Valentí Adell són membres propis de Ran Ran Ran.

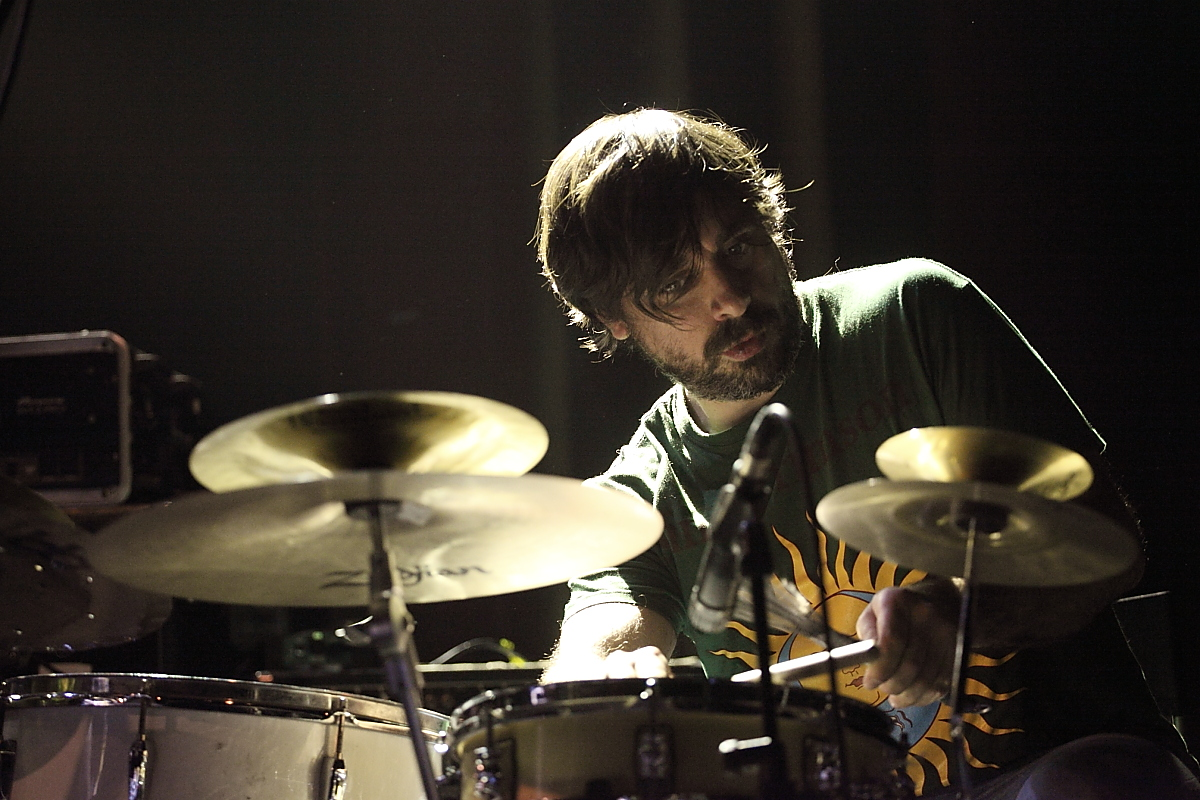
Jordi Farreras al concert a la Sala Apolo el 2017.

Durant el període de 2013 a 2015, el grup va produir tres maquetes, i després el primer àlbum oficial —Ran Ran Ran— es va presentar sota el segell Bankrobber. El nom del grup va rebre influència de la pel·lícula Ran d'Akira Kurosawa, però també de les cançons «Before We Run» de Yo La Tengo i «Run Run Run» de The Velvet Underground.
Mentre el projecte de Tired Hippo va tocar música pop en general, la nova formació es va moure fins a folk-pop i uns arranjaments amb guitarra acústica. El seu estil ha també estat descrit com a prop de folk-rock.
El segon àlbum d'estudi va seguir el 2017 sota el títol L'hereu i amb producció d'Arnau Vallvé de Manel. El grup va també produir diversos singles i EP durant 2018 i 2019, amb relació del seu tercer àlbum Ran de mar. Al aquest disc el tema havia connexió amb la natura i la gent de Mongòlia, i musicalment va ser influït dels sons de l'americà Sufjan Stevens.
Ran Ran Ran va presentar el EP Cançons confinades: Una odissea en el temps el març de 2020. El títol tenia relació amb la crisi del coronavirus i el confinament general declarat a la societat en aquest període.
La tardor de 2021 va tornar amb l'àlbum Clàssics populars. Va iniciar un nou període del grup, amb Miguel Ballester com baterista, Joan Villaroya en baix i violí i sense la participació de Valentí Adell.

## Discografia

### Àlbums i EP
- Més brots (2013, maqueta/autoedició)
- Tot OK. Stop (2015, maqueta/Hi Jauh USB?)
- L'encyclopèdie (2015, maqueta/Ultra-Local Records)

- Ran Ran Ran (2015, Bankrobber BR077)

- L'hereu (2017, Bankrobber BR091)

- Aventures extraordinàries de l'hereu (2017, EP)

- Ran de mar (2018, Bankrobber BR109)

- Havent sopat (2019, EP)
- Un darrer ball (2019, EP)
- RDM RMX (2019, remescles de l'àlbum Ran de mar)

- Fum de te (2019, col·lecció de material no-publicat de 2013 – 2016)
- Cançons confinades: Una odissea en el temps (2020, EP)
- Clàssics populars (2021, Bankrobber)
- Jo faig rànkings, tu poemes (2023, Bankrobber)[9]
- Rendez-vous (2024, Bankrobbber)[10]

### Singles
- L'endemà (2014)
- Capità (2018)
- Guerra & pau (2018)
- Dormies (despertes) (2018)
- La gent especial (2018)